# 에디 포이 3세
에디 포이 3세(Eddie Foy III, 1935년 2월 10일 ~ 2018년 11월 3일)는 미국의 배우, 텔레비전 배우이다.
뉴욕에서 태어났다.

## 영화
- 믿기 어려운 - 사실 또는 허구 (1997년)
- 쉐이킹 더 트리 (1992년)
- 파이어하우스 (1973년)